# George Augustin
George Augustin (Palai, 30 settembre 1955) è un presbitero e teologo indiano naturalizzato tedesco.

## Biografia
Dopo aver studiato biologia, filosofia e teologia in India a Nagpur, Augustin è entrato nell'Ordine Pallottino nel 1978. Nel 1981 è stato ordinato sacerdote a Nagpur. Dal 1981 al 1984, Augustin è stato coinvolto intensamente nel lavoro missionario tra gli indigeni dell'India settentrionale. Dal 1985 al 1992, ha completato i suoi studi in Germania conseguendo a Tubinga il dottorato in teologia con Walter Kasper con una tesi sulla teologia di Wolfhart Pannenberg.
Dal 1993 al 1994 Augustin ha lavorato come parroco nella parrocchia di St. Maria a Stoccarda e nel 1994 ha avuto l'incarico della formazione pastorale dei sacerdoti della diocesi di Rottenburg-Stoccarda. Dal 1996 lavora presso l'Università di Filosofia e Teologia di Vallendar, dove è stato nominato professore straordinario nel 2000. Nel 2003 ha conseguito l'abilitazione all'insegnamento universitario e nel 2004 è diventato professore ordinario di dogmatica e teologia fondamentale. Nel 2005 ha fondato il Walter Kasper Institute, di cui ha assunto la direzione; l'obiettivo principale del lavoro dell'istituto è quello di continuare scientificamente il lavoro teologico del cardinale Walter Kasper, in particolare nei settori della teologia, dell'ecumenismo e della spiritualità. Nel 2008 Augustin è stato nominato consulente del Pontificio consiglio per la promozione dell'unità dei cristiani. Nel 2017, Papa Francesco lo ha nominato consulente della Congregazione per il clero.
Augustin ha pubblicato parecchi articoli teologici ed è autore e curatore editoriale di numerosi libri.

## Libri principali
- La Sainte Bible: Michée, Sophonie, Nahum, Editions du Cerf, Parigi, 1952
- Jésus notre vie, Equipes einsegnantes, 1958
- L'annonce du salut de Dieu, Equipes einsegnantes, 1963
- Baptism in the New Testament: A symposium, G. Chapman, Londra, 1964
- Praying the Psalms: A guido for using the Psalms as Christian Prayer, Fides Publishers, 1964
- To know Jesus Christ: Study guide for the three Synoptic Gospels, Fides Publishers, 1964
- Jesus our life: Study guide for reading the Gospel of John, Fides Publishers, 1965
- Listening to the Word of God: a Guide to studying the Bible, Fides Publishers, 1965
- L'évangile de Paul, Editions du Cerf, Parigi, 1966
- El desafío del la nueva evangelización, Editorial Sal Terrae, 2011 (in italiano: La sfida della nuova evangelizzazione, Queriniana, 2012)
- La fuerza de la misericordia, Editorial Sal Terrae, 2017 (in italiano: La forza della misericordia, Edizioni Paoline, 2017)